# Szachy
«Шахы» («Szachy») — польский ежемесячный шахматный журнал, орган Польского шахматного союза (1947—1950), Глава комитетата физической культуры Польши (1950—1956); с 1957 — самостоятельное издание. Издаётся с 1947 в Варшаве. Главный редактор — Т. Чарнецкий (1947—1950), В. Литманович (1950—1984), П. Кернторф (1984—1986), А. Филипович (с 1986). Освещает различные стороны шахматной жизни в мире. Способствует развитию дружеских связей между шахматистами Польши и СССР. 